# Lydbury North
Lydbury North est un village et une paroisse civile du Shropshire, en Angleterre. Il est situé à 4 km au sud-ouest de la ville de Bishop's Castle.

La population de la paroisse au recensement de 2011 était de 695 habitants.
La paroisse s'appelle localement Lydbury et il n'existe pas de Lydbury South.
Lydbury North se trouve dans le secteur sud-ouest du comté, à proximité des villes de Clun et de Bishop's Castle. La route B4385 traverse le village, tout comme la Jack Mytton Way. A l'ouest se trouvent le village et la paroisse de Colebatch. Il y a un bureau de poste à temps partiel, un magasin communautaire, une école et une église. Il y a aussi un pub appelé Powis Arms. L'église paroissiale Saint-Michel et Tous les Anges contient une petite chapelle catholique.